# Öxnäs, Färgelanda kommun
För andra betydelser, se Öxnäs.

Öxnäs är en by och ett före detta järnbruk i Högsäters socken, Färgelanda kommun.
Byn öxnäs omtalas i dokument 1540. Byn är uppdelad på Norra och Södra Öxnäs. Redan på 1646 skall en masugn ha uppförts vid Öxnäs för att bearbeta malm från en gruva på Jordsäters ägor, men den skall ha lagts ned redan efter tio år. Johan Dessau och Jöns Kock fick i början av 1700-talet privilegier för att uppföra en stångjärnshammare här. Den anlades på byn Östra Tångelandas ägor i Öxnäsströmmen en bit från byn. 1726 uppfördes en masugn, som dock endast var i drift en kort tid, samt en plåthammare. 1732 utökades privilegiet till att även omfatta en ämneshammare. 1845 fanns här tre hammare och fyra härdar. Under perioden 1859-1861 tillverkades i genomsnitt 1.236 centner.